# Sakai Tadakatsu (Shōnai)
Pour l'autre daimyo portant ce nom voir Sakai Tadakatsu
Sakai Tadakatsu (Shōnai) est un nom japonais traditionnel ; le nom de famille (ou le nom d'école), Sakai, précède donc le prénom (ou le nom d'artiste) Tadakatsu.
Sakai Tadakatsu (酒井 忠勝, 1594 - 13 novembre 1647) est un daimyo du début de l'époque d'Edo de l'histoire du Japon. Tadakatsu et ses descendants sont associés à l'histoire du han de Tsuruoka (Shōnai) dans la province de Dewa. 
Les Sakai font partie des clans fudai ou clans de l'intérieur, vassaux ou alliés héréditaires du clan Tokugawa par opposition aux tozama ou clans de l'extérieur.

## Généalogie du clan Sakai
Tadakatsu fait partie de la branche principale des Sakai.
Le clan Sakai (fudai) apparaît au XIVe siècle dans la province de Mikawa. Les Sakai prétendent descendre de Minamoto Arichika. Arichika a deux fils : l'un d'eux, Yasuchika, prend le nom « Matsudaira » et l'autre, Chikauji, le nom « Sakai » — et cet ancêtre samouraï est à l'origine du nom du clan.
Sakai Hirochika, le fils de Chikauji, a deux fils et leurs descendants sont à l'origine des deux principales branches du clan Sakai.  
La branche la plus ancienne est composée de descendants de Sakai Tadatsugu (1527–1596), vassal de Tokugawa Ieyasu. Tadatsugu est responsable de la défense du château de Yoshida dans la province de  Mikawa. 
En 1578, Sakai Ietsugu (1564–1619) succède à son père dans la fonction de défenseur du château de Yoshida. Le Ie- au début du nom Ietsugu est un honneur décerné par Tokugawa Ieyasu qui veut mettre l'accent sur les obligations de loyauté de ceux qui sont autorisés à partager une partie de son nom.  
Lorsque les possessions de Ieyasu sont transférées dans la région de Kantō en 1590, Ietsugi est installé au domaine d'Usui (30 000 koku de revenus) dans la province de Kōzuke ; En 1604, il est transféré au domaine de Takasaki (50 000 koku) dans la même province ; en 1616, au domaine de Takata (100 000 koku) dans la province d'Echigo ; en 1619, transféré à Matsushiro dans la province de Shinano puis, de 1622 jusqu'en 1868, installé au Domaine de Tsurugaoka (120 000 koku) dans la province de Dewa.
Le chef de cette lignée du clan est anobli comme comte dans le nouveau système nobiliaire mis en place à l'ère Meiji.

## Événements de la vie de Tadakatsu
Sakai Tadakatsu du domaine de Shōnai est originaire de la même famille que Sakai Tadakatsu, daimyosynonyme et contemporain du Obama, mais ne doit pas être confondu avec lui.
Tadakatsu est le fils ainé de Sakai Ietsugu, lui-même fils de Sakai Tadatsugu, un des trois généraux en lesquels Tokugawa Ieyasu a le plus confiance.
Après de brèves tenures comme daimyo du domaine de Takada et du domaine de Matsushiro, Tadakatsu est transféré dans le domaine de Shōnai nouvellement créé à l'été 1622. Il se retire en 1634 et transmet sa position à son fils Sakai Tadamasa.
Tadakatsu décède en 1647 à l'âge de 53 ans.

## Notes et références

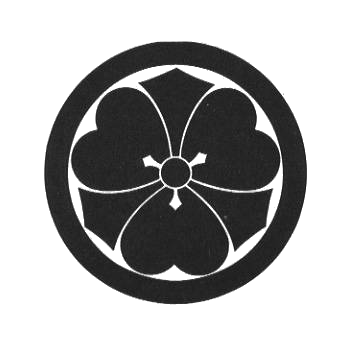
Emblem (mon) du clan Sakai

## Source de la traduction
- (en) Cet article est partiellement ou en totalité issu de l’article de Wikipédia en anglais intitulé « Sakai Tadakatsu (Shōnai) » (voir la liste des auteurs).